# Aeroportul Blangpidie
Aeroportul Blangpidie (IATA: KJX) este un aeroport din Blangpidie⁠(d), Aceh Barat Daya⁠(d), Aceh⁠(d), Indonezia.
Situat la o altitudine de 1 m, aeroportul dispune de o singură pistă.